# Ромски феминизам
Ромски феминизам представља друштвени покрет који промовише родну равноправност, борбу против социјалних неједнакости и одбрану интеграције ромских жена у различитим областима у друштву, чинећи ове процесе компатибилним са очувањем културе и вредности ромског народа.
Током историје, ромска етничка група је била презирана и прогањана од стране различитих друштава због својих посебности. Токови мисли које су струјале друштвом о ослобађању жена мало кад су дотицали ромску жену у њеној затвореној и патријархалној заједници. Отуда се јавља потреба за ромским феминизмом јер су жене ромског народа вековима подвргнуте двострукој дискриминацији. Појам двоструке дискриминације описује да су Ромкиње дискриминисане зато што су жене као и због припадности мањинској, маргинализованој етничкој групи. Ромски феминизам карактерише повећање видљивости незаслужене маргинализације ромских жена, као и борба за једнакост и превазилажење предрасуда и стигми које владају у друштву према њима.
Од 2003. године, Међународна конференција ромских жена пружа могућност Ромкињама да се на међународној сцени баве питањима која се тичу њиховог живота и живота њихових породица. Конференција обезбеђује простор за размену информација о проблемима са којима се ромске жене суочавају, као и за размену искустава. У Мадриду је 2017. године организован Први европски конгрес ромског феминизма од стране ромског феминистичког удружења за различитост.

## Ромски феминизам у Србији
У Србији, први писани трагови организације ромских жена на овим просторима датирају из 1920-их, када је у Нишу основано прво неформално женско певачко друштво. Током деведесетих, ромски женски активизам скренуо је пажњу на маргинализоване групе, као и очигледној и свакодневној дискриминацији коју трпе припаднице ромског народа. Током 1997. године у Нишу је почела да се формира група жена под именом Женски простор, која је препознала да у све видљивијем цивилном сектору, а посебно женком, недостаје свест о вишеструкој дискриминацији и проблемима Ромкиња. Истовремено, у Београду се оснива Ромски женски центар Бибија. До умрежавања ромских женских организација долази 2004. године када настаје Ромска женска мрежа која данас броји 25 организација и иницијатива које делују на читавој територији Србије.